# Federico Giosia di Sassonia-Coburgo-Saalfeld
Principe Federico Giosia di Sassonia-Coburgo-Saalfeld (Coburgo, 26 dicembre 1737 – Coburgo, 26 febbraio 1815) è stato un nobile e generale tedesco, feldmaresciallo dell'Impero asburgico.

## Biografia

### Infanzia

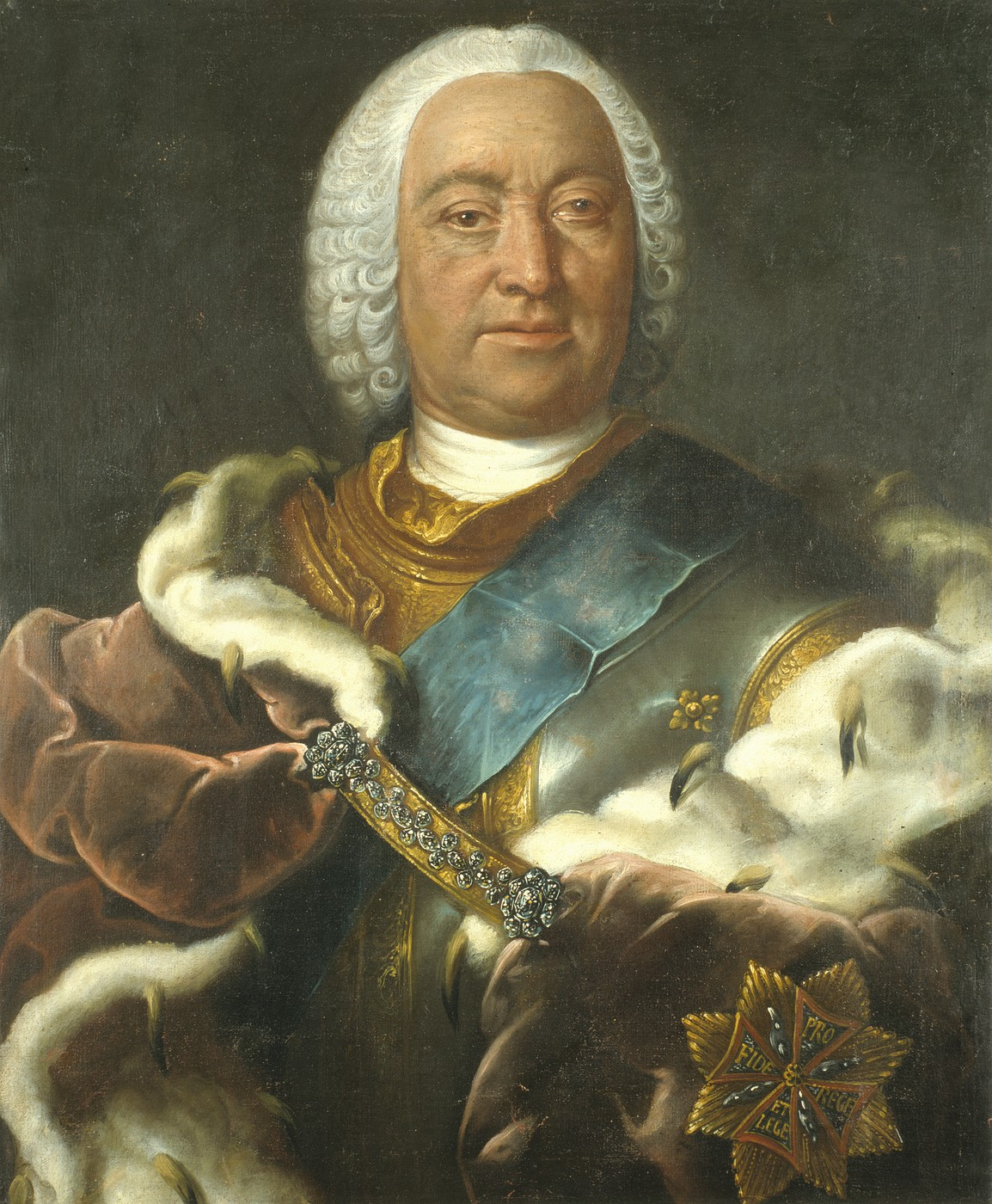
Francesco Giosea di Sassonia-Coburgo-Saalfeld ritratto dal Meuser nel 1755. Oggi questo dipinto è custodito nella Fortezza di Coburgo

Era il terzo figlio del duca Francesco Giosea di Sassonia-Coburgo-Saalfeld e di sua moglie, la Principessa Anna Sofia di Schwarzburg-Rudolstadt.

### Carriera militare

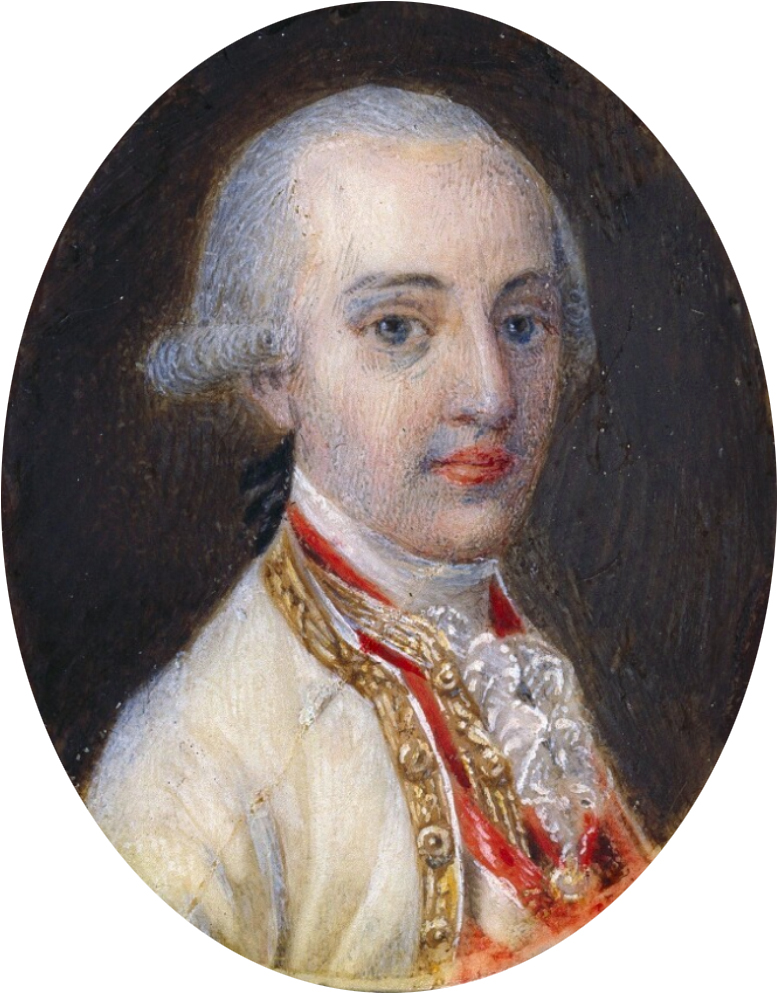
Il giovane principe Federico Giosia di Sassonia-Coburgo-Saalfeld in una miniatura del XVIII secolo

Entrò nel 1755 nella cavalleria austriaca e prese subito parte alla Guerra dei sette anni. Fu promosso nel 1773 Luogotenente Feldmaresciallo e nel 1785 gli fu assegnato il comando supremo in Galizia.

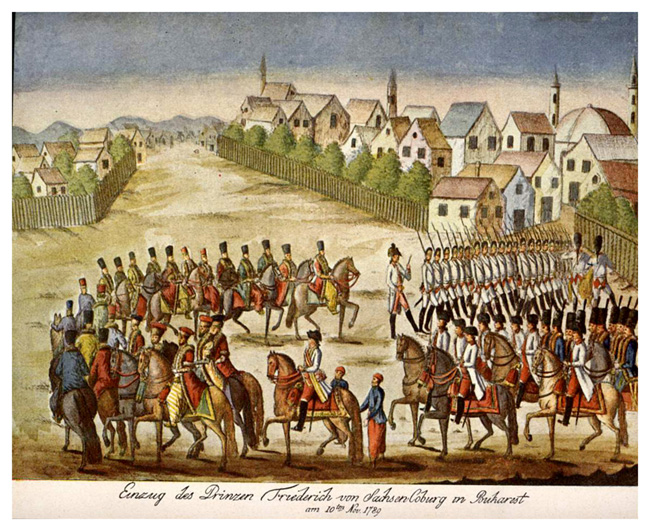
Accoglienza trionfale delle truppe del principe di Coburgo a Bucarest

Nella guerra austro-russo-turca, dal 1788 al 1791, comandò un corpo d'armata sotto il barone di Laudon, espugnò la fortezza di Chotyn in Bessarabia, partecipò il 4 agosto 1789 alla vittoria presso Focșani con il generale russo Principe Aleksandr Suvorov. Avendo battuto l'esercito principale dell'Impero ottomano comandato dal Grand Vizsir Koca Yusuf Pasha nella Battaglia di Rymnik (22 settembre 1789), egli occupò la maggior parte della Valacchia, compresa Bucarest e dopo la fuga di Nicholas Mavrogenes, principe di Valacchia, (26 ottobre 1789), fu accolto benevolmente dalla popolazione.

### Matrimonio

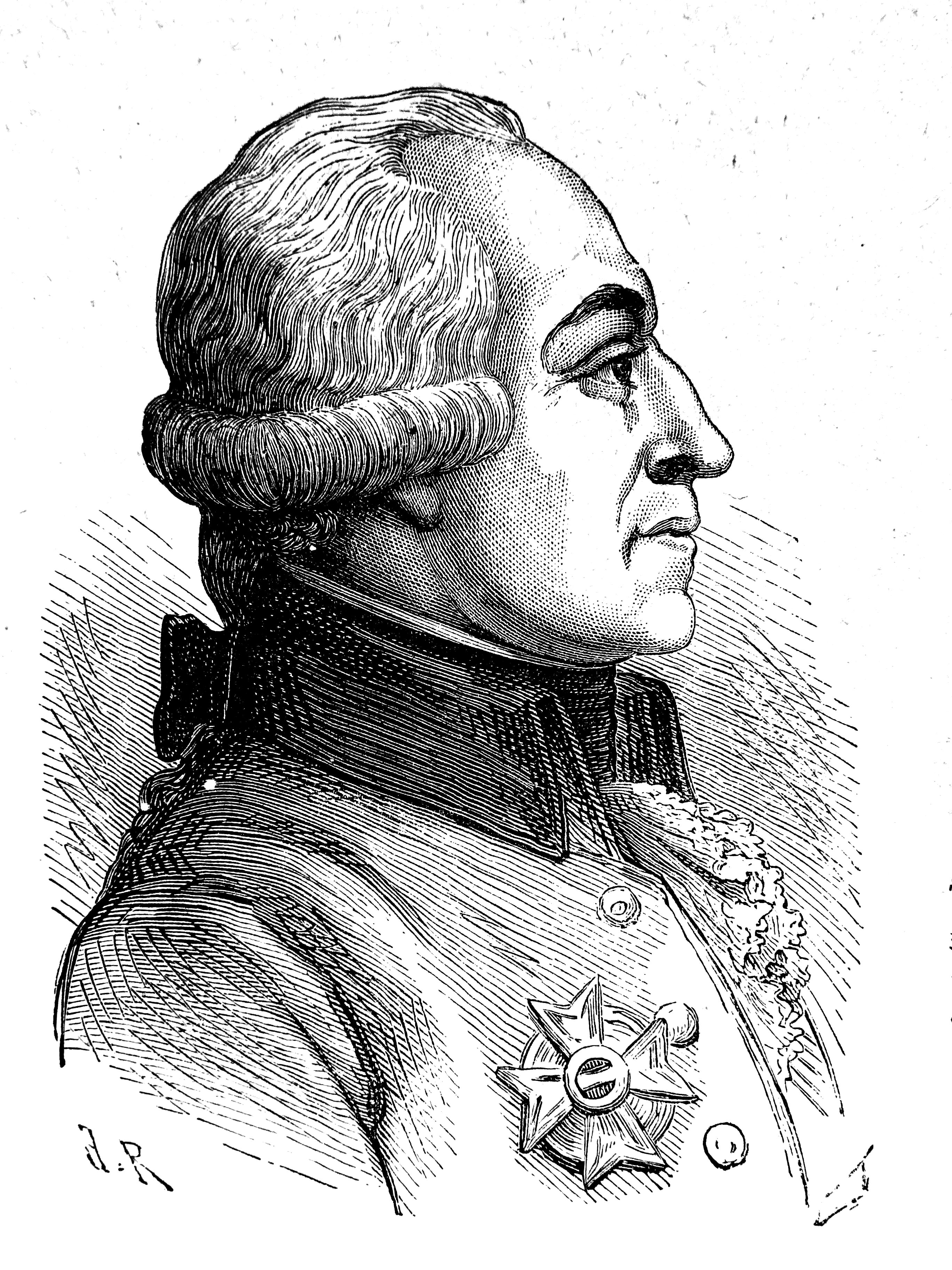
Francesco Giosia di Sassonia-Coburgo in una stampa d'epoca

Durante l'occupazione della Moldavia Giosia strinse una relazione con una donna non titolata, certa Teresa Stroffeck, che gli diede un figlio che fu chiamato Federico.
Giosia sposò Teresa quando tornò a Coburgo e riconobbe subito il figlio da lei avuto, che fu nobilitato nell'Impero austriaco il 25 agosto 1808 e successivamente creato Barone di Rohmann dal suo parente Ernesto II di Sassonia-Coburgo-Gotha il 17 febbraio 1853.
Tuttavia, a causa del matrimonio non nobiliare, a Federico ed ai suoi discendenti fu impedita la successione del Ducato di Sassonia-Coburgo-Saalfeld.

### Feldmaresciallo

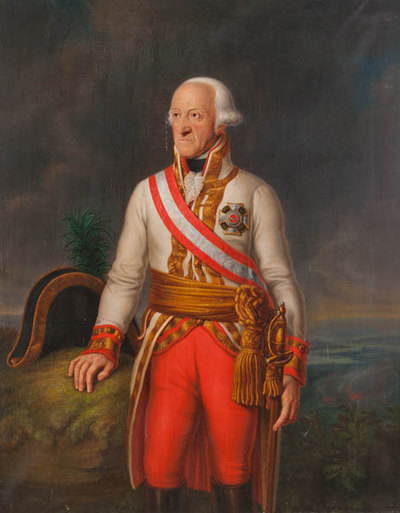
Il feldmaresciallo Federico Giosia ritratto da Ferdinand Jagemann

Per questi successi fu nominato feldmaresciallo.
Dopo la pace di Sistowa del 1791 divenne comandante generale in Ungheria ed alla fine del 1792 fu nominato comandante in capo delle truppe austriache contro i francesi.

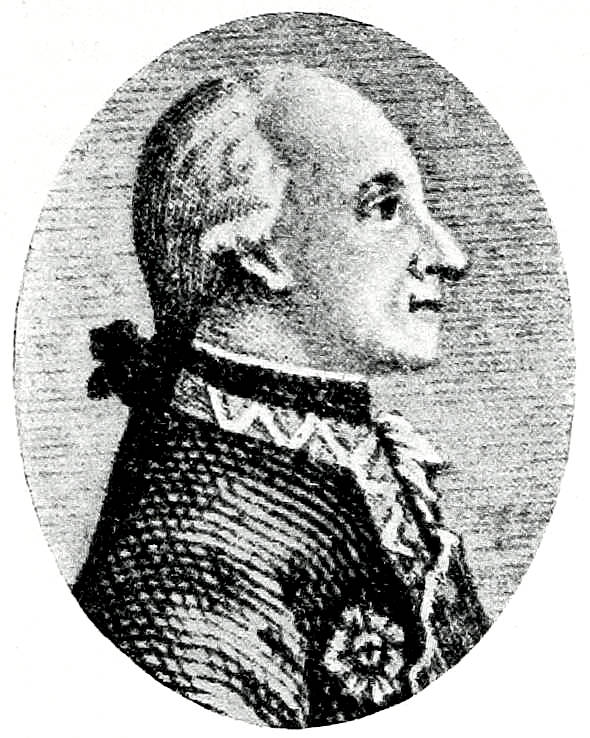
L'effige del Feldmaresciallo in un disegno del XVIII secolo

Nella prima coalizione comandò quindi le truppe dell'armata reale nell'Olanda austriaca. Sconfisse le truppe francesi del generale Charles François Dumouriez a Neerwinden rafforzando così la posizione austriaca nei Paesi Bassi mentre riprendeva il Belgio dalle loro mani. Tuttavia l'impacciata politica del ministro austriaco barone di Thugut non riuscì a rendere duraturi i successi del Coburgo. Questi fu battuto il 18 maggio 1793 dal generale francese Jean-Baptiste Jourdan a Wattignies. Quando i francesi assediarono e presero la città di Charleroi, Federico Giosia attaccò con i suoi 46.000 uomini ma le truppe francesi erano state rinforzate giungendo al numero di 80.000 effettivi circa. Il Coburgo si impadronì ancora delle piazze francesi di Condé, Valenciennes, Quesnoy e Landrecies e respinse i francesi per la quarta volta oltre la Sambre ma fu sconfitto dal generale Moreau  il 18 maggio 1794 a Tourcoing ed il 26 giugno 1794 a Fleurus, presso Charleroi.

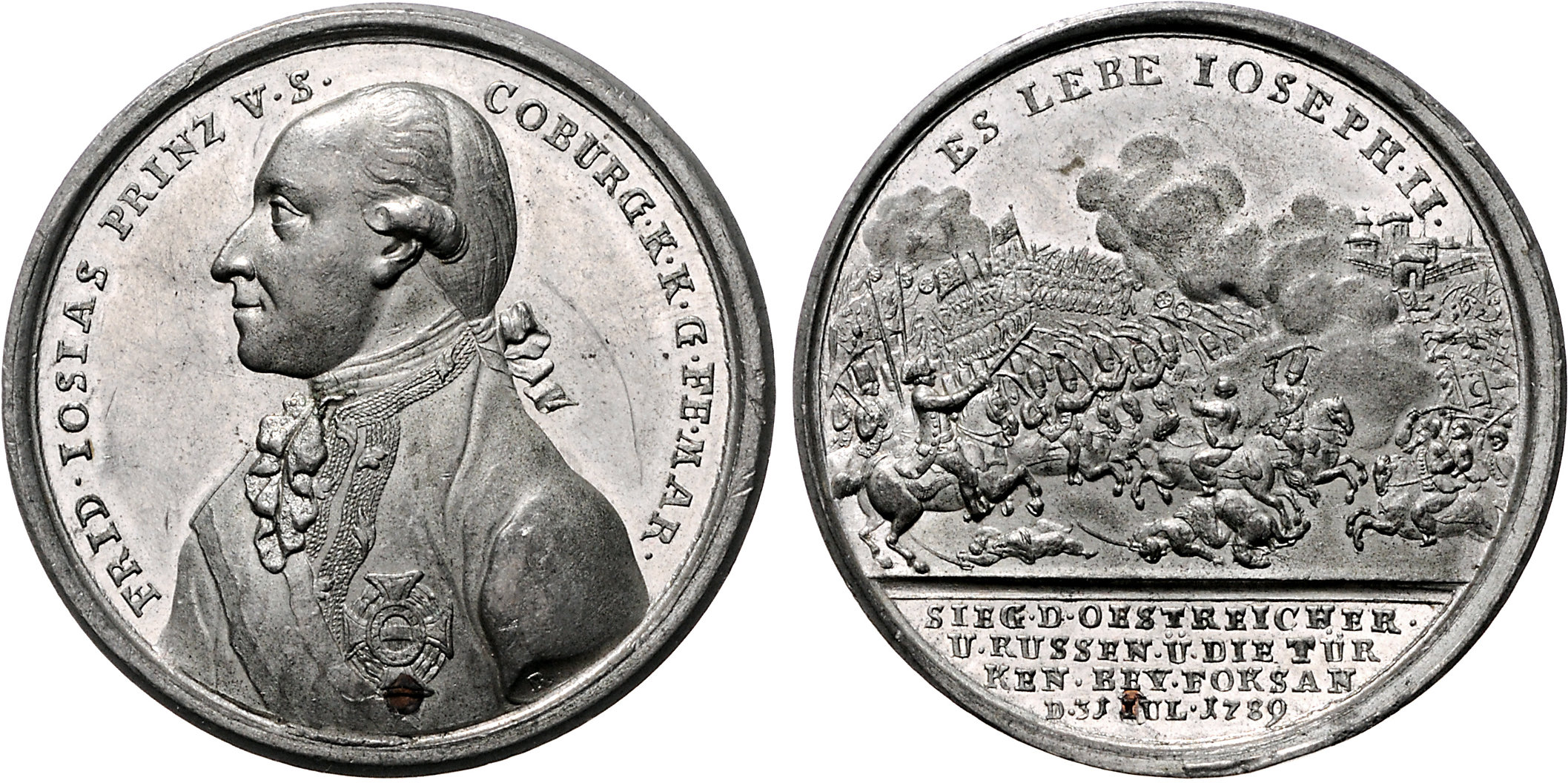
Medaglia commemorativa del feldmaresciallo di Sassonia-Coburgo-Saalfeld

La perdita di piazzaforte era strategicamente decisiva, e gli imperiali dovettero sgombrare i Paesi Bassi austriaci. La ritirata del Coburgo lasciava ai francesi libera la strada della Renania e delle Province Unite, e rendeva inutile il controllo delle fortezze che ancora gli imperiali controllavano in Francia. Ciò mentre il Principe d'Orange portava il piccolo esercito olandese a ricongiungersi con il corpo di spedizione inglese del duca di York, al riparo delle grandi fortezze sulla Mosa ed il Reno inferiore.

### Congedo e morte

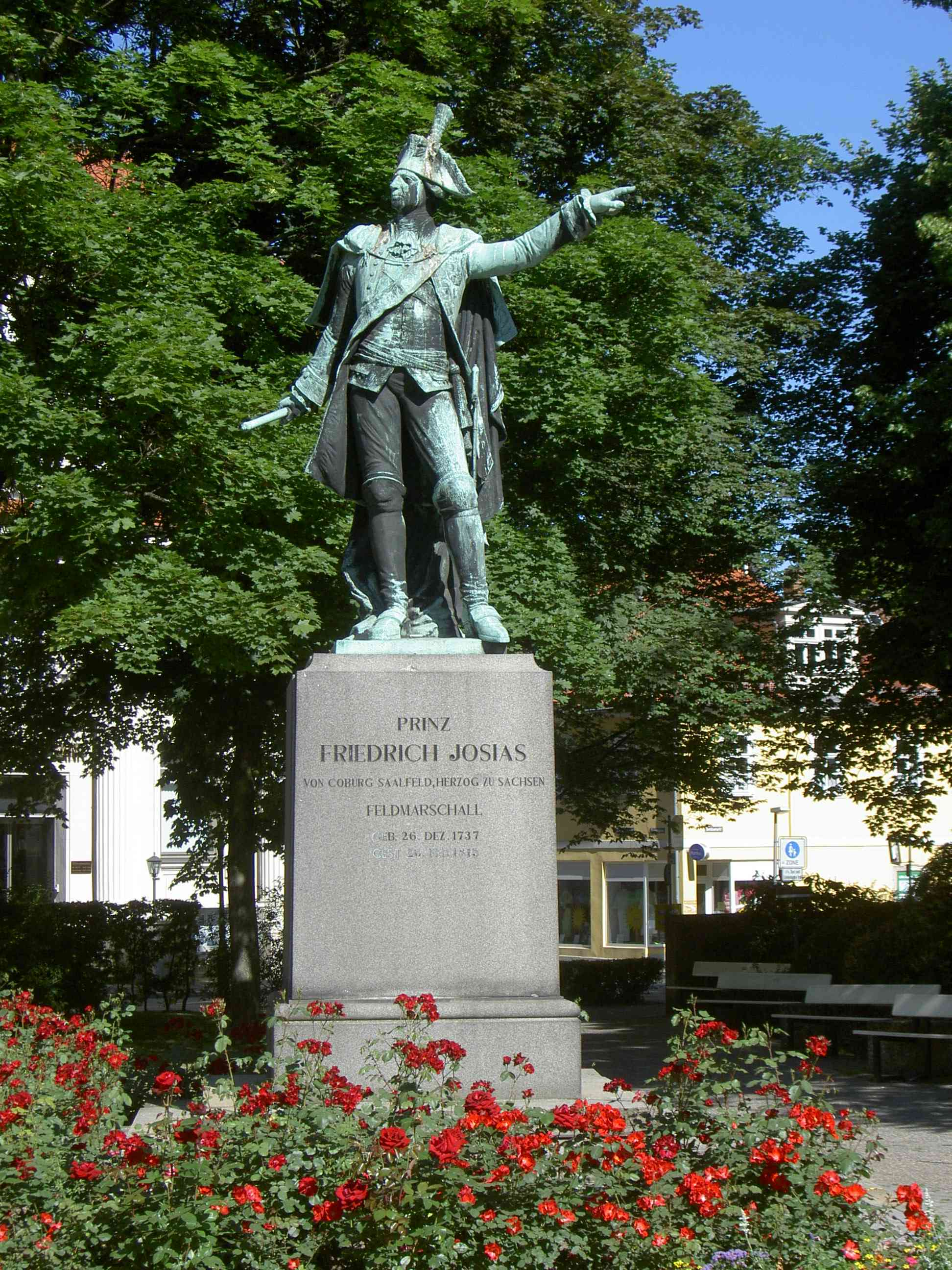
Una statua del Principe Federico Giosia a Coburgo

La sconfitta comportò il congedo del Coburgo: il suo posto venne assunto, il 28 agosto 1794, dal conte di Clerfait e il principe, indispettito, si ritirò nel suo castello a Coburgo, ove rimase fino alla morte.

## Ascendenza
|                                               |                                           |                                           | Genitori                               |  |  | Nonni |  |  | Bisnonni                              |  |  | Trisnonni                      |  |
|                                               |                                           |                                           |                                        |  |  |       |  |  | Ernesto I di Sassonia-Gotha-Altenburg |  |  | Giovanni II di Sassonia-Weimar |  |
|                                               |                                           |                                           |                                        |  |  |       |  |  | Ernesto I di Sassonia-Gotha-Altenburg |  |  | Giovanni II di Sassonia-Weimar |  |
|                                               |                                           | Dorotea Maria di Anhalt                   |                                        |  |  |       |  |  | Ernesto I di Sassonia-Gotha-Altenburg |  |  |                                |  |
| Giovanni Ernesto di Sassonia-Coburgo-Saalfeld |                                           |                                           |                                        |  |  |       |  |  | Ernesto I di Sassonia-Gotha-Altenburg |  |  |                                |  |
|                                               |                                           | Elisabetta Sofia di Sassonia-Altenburg    | Giovanni Filippo di Sassonia-Altenburg |  |  |       |  |  |                                       |  |  |                                |  |
|                                               |                                           | Elisabetta Sofia di Sassonia-Altenburg    | Giovanni Filippo di Sassonia-Altenburg |  |  |       |  |  |                                       |  |  |                                |  |
|                                               |                                           | Elisabetta Sofia di Sassonia-Altenburg    | Elisabetta di Brunswick-Wolfenbüttel   |  |  |       |  |  |                                       |  |  |                                |  |
| Francesco Giosea di Sassonia-Coburgo-Saalfeld |                                           | Elisabetta Sofia di Sassonia-Altenburg    |                                        |  |  |       |  |  |                                       |  |  |                                |  |
|                                               |                                           | Giosia II di Waldeck-Wildungen            | Filippo VII di Waldeck-Wildungen       |  |  |       |  |  |                                       |  |  |                                |  |
|                                               |                                           | Giosia II di Waldeck-Wildungen            | Filippo VII di Waldeck-Wildungen       |  |  |       |  |  |                                       |  |  |                                |  |
|                                               |                                           | Giosia II di Waldeck-Wildungen            | Anna Caterina di Sayn-Wittgenstein     |  |  |       |  |  |                                       |  |  |                                |  |
| Carlotta Giovanna di Waldeck-Wildungen        |                                           | Giosia II di Waldeck-Wildungen            |                                        |  |  |       |  |  |                                       |  |  |                                |  |
|                                               |                                           | Guglielmina Cristina di Nassau-Siegen     | Guglielmo di Nassau-Hilchenbach        |  |  |       |  |  |                                       |  |  |                                |  |
|                                               |                                           | Guglielmina Cristina di Nassau-Siegen     | Guglielmo di Nassau-Hilchenbach        |  |  |       |  |  |                                       |  |  |                                |  |
|                                               |                                           | Guglielmina Cristina di Nassau-Siegen     | Cristina di Erbach                     |  |  |       |  |  |                                       |  |  |                                |  |
| Federico Giosia di Sassonia-Coburgo-Saalfeld  |                                           | Guglielmina Cristina di Nassau-Siegen     |                                        |  |  |       |  |  |                                       |  |  |                                |  |
|                                               | Alberto Antonio di Schwarzburg-Rudolstadt | Luigi Günther I di Schwarzburg-Rudolstadt |                                        |  |  |       |  |  |                                       |  |  |                                |  |
|                                               | Alberto Antonio di Schwarzburg-Rudolstadt | Luigi Günther I di Schwarzburg-Rudolstadt |                                        |  |  |       |  |  |                                       |  |  |                                |  |
|                                               | Alberto Antonio di Schwarzburg-Rudolstadt | Emilia di Oldenburg                       |                                        |  |  |       |  |  |                                       |  |  |                                |  |
| Luigi Federico I di Schwarzburg-Rudolstadt    | Alberto Antonio di Schwarzburg-Rudolstadt |                                           |                                        |  |  |       |  |  |                                       |  |  |                                |  |
|                                               |                                           | Emilia Giuliana di Barby-Mühlingen        | Alberto Federico di Barby-Mühlingen    |  |  |       |  |  |                                       |  |  |                                |  |
|                                               |                                           | Emilia Giuliana di Barby-Mühlingen        | Alberto Federico di Barby-Mühlingen    |  |  |       |  |  |                                       |  |  |                                |  |
|                                               |                                           | Emilia Giuliana di Barby-Mühlingen        | Sofia Ursula di Oldenburg-Delmenhorst  |  |  |       |  |  |                                       |  |  |                                |  |
| Anna Sofia di Schwarzburg-Rudolstadt          |                                           | Emilia Giuliana di Barby-Mühlingen        |                                        |  |  |       |  |  |                                       |  |  |                                |  |
|                                               |                                           | Federico I di Sassonia-Gotha-Altenburg    | Ernesto I di Sassonia-Gotha-Altenburg  |  |  |       |  |  |                                       |  |  |                                |  |
|                                               |                                           | Federico I di Sassonia-Gotha-Altenburg    | Ernesto I di Sassonia-Gotha-Altenburg  |  |  |       |  |  |                                       |  |  |                                |  |
|                                               |                                           | Federico I di Sassonia-Gotha-Altenburg    | Elisabetta Sofia di Sassonia-Altenburg |  |  |       |  |  |                                       |  |  |                                |  |
| Anna Sofia di Sassonia-Gotha-Altenburg        |                                           | Federico I di Sassonia-Gotha-Altenburg    |                                        |  |  |       |  |  |                                       |  |  |                                |  |
|                                               |                                           | Maddalena Sibilla di Sassonia-Weissenfels | Augusto di Sassonia-Weissenfels        |  |  |       |  |  |                                       |  |  |                                |  |
|                                               |                                           | Maddalena Sibilla di Sassonia-Weissenfels | Augusto di Sassonia-Weissenfels        |  |  |       |  |  |                                       |  |  |                                |  |
|                                               |                                           | Maddalena Sibilla di Sassonia-Weissenfels | Anna Maria di Meclemburgo-Schwerin     |  |  |       |  |  |                                       |  |  |                                |  |
|                                               |                                           | Maddalena Sibilla di Sassonia-Weissenfels |                                        |  |  |       |  |  |                                       |  |  |                                |  |

## Curiosità
Vi sono due composizioni musicali a lui dedicate: la Marcia di Giosia di Coburgo, composta da Johan Michael Haydn e nota con il nome di Marcia Coburgo, e la contraddanza in Do maggiore per orchestra La vittoria dell'eroe di Coburgo, composta da Wolfgang Amadeus Mozart  nel dicembre 1789 (KV587). Tuttavia pare che quest'ultima non sia stata originariamente dedicata a Giosia dall'autore ma fosse stata così denominata su iniziativa di un copista che la pubblicizzò con questo nome. (Amedeo Poggi e Edgar Vallora, Mozart, Torino, Giulio Einaudi Editore, 1991, ISBN 88-06-14235-6)